# 타임슬립 닥터 진
《타임슬립 닥터 진》(JIN-仁- 진[*])은 일본의 만화가 무라카미 모토카(村上 もとか)의 만화, 또는 이를 원작으로 한 드라마이다.

## 줄거리
도토 대학 부속병원의 뇌외과 의사 "미나카타 진"은 어느 날 밤 응급실에 실려온 남자의 뇌에서 종양을 제거하고 나서부터 두통과 환청에 시달린다. 중환자실에서 탈출한 환자를 말리려다 계단에서 균형을 잃고 그대로 기절한다. 의식을 되찾은 진이 주위를 둘러보니, 사무라이들이 서로 싸우고 있다. 진은 분큐 2년(1862년), 막부 말기 에도 시대로 타임슬립 한 것이다.
그곳에서 진은 과거 사람들의 운명이나 역사를 거스르게 되는 걸 자각하면서도, 사람들을 구하기 위해 현대의 지식과 막부 말 사람들의 도움으로, 근대 의료를 실천해 나간다.

## 등장인물

### 주요 등장 인물
미나카타 진
도토 대학 부속 병원 뇌외과 의국장이다. 두개골 안에 기형종양을 가진 신원불명의 남자를 만나며 분큐 2년 에도 시대로 타임슬립 하게 된다. 신원불명의 남자는 에도시대에서 6년을 지낸 미나카타 진 자신이다.
마지막에 에도 시대에서의 자신과 현대의 자신이 나뉘어 진다는 결말
다치바나 사키
하타모토 다치바나 가문의 딸이다. 오빠 교타로의 목숨을 구한 진에게 흥미를 가진다. 얼마 지나지 않아 홍역에 걸려 진에게 도움을 받은 계기로 간호사가 되며 콜레라에 걸린 진을 구하는 등 진에게 없어서는 안될 존재가 된다. 노카제의 수술 때문에 혼담을 파기해 어머니로부터 의절당하고 인우당에 머물게 된다.
다치바나 쿄타로
사키의 오빠이다. 콜레라로 죽은 아버지를 이어 가장이 되며, 가쓰 가이슈에게 난학을 배우는 등 향상심이 높다. 하지만 그로 인해 양인파 낭인들에게 습격당하며, 타임슬립해 온 진이 목숨을 구하게 된다.
다치바나 에이
교타로와 사키의 어머니이다. 전형적인 무사가문의 미망인이지만 아들을 구한 진을 신뢰하고 있다.
사카모토 료마
가쓰를 통해 진을 알게 된다. 처음에는 진의 정체를 의심하지만 바로 허물 없는 친구가 된다.
노카제
요시와라의 오이란이다.
가쓰 가이슈

### 등장한 시대적 거물들
사이고 다카모리
쿠스모토 이네
곤도 이사미
오키타 소지
무츠 무네미츠
가츠라 코고로
다카스기 신사쿠
후쿠자와 유키치
다키 겐엔
사쿠마 쇼잔

## 텔레비전 드라마
《JIN-진-》(JIN-仁-)은 TBS의 일요극장 시간대에 제1기는 2009년 10월 11일부터 12월 20일까지 방송되었다. 이후 스페셜이 2010년 12월 27일, 28일 방송되었으며, 제2기는 2011년 4월 17일부터 6월 26일까지 방송되었다. 주연은 오사와 다카오.

### 시즌 1
주연의 오사와 다카오는 8년만의 장편 드라마 출연이며, 여주인공의 나카타니 미키는 《아버지》이후 7년 만에 장편 드라마 출연하는 것이다. 또, 이 드라마가 방송되기 전에 일요극장에서 방송됐던 《관료들의 여름》에 이어 현대극이 아닌 작품이다.
원작과는 다른 설정으로, 현대에 노카제를 쏙 빼닮은 진의 애인인 "도미나가 미키"라는 인물을 등장시키며 사키를 포함한 세 명의 삼각관계에 따른 연애 요소가 추가됐다.
캐치 카피는 "에도 막부 말기의 역사는 뇌 의사에 맡겨진다.", "모두가 웃고 빛난 그에도에"
제5화에서 10월기 드라마 최초로 20%가 넘는 시청률을 기록. 이후에도 높은 시청률을 유지하고 최종화에서 순간 최고 시청률 29.8%를 기록. 이 기록은 2009년에 방송 된 모든 방송사의 연속 드라마 시청률 중 가장 높았다. 또한 작품에 대한 평가도 높고, 국내외에서 33개의 상을 수상했다.
속편의 예정이 없었던 종영 당시는 타임 슬립의 수수께끼를 남긴 채 최종회에 속편이나 극장판에 대한 문의가 쇄도했으나, 부정적인 목소리가 있었다. 2010년 1월 29일자 '닛칸 스포츠'에서 내년 여름에 극장판이 공개된다고 보도되었지만, 이시마루 아키히코 프로듀서는 공식 사이트에서 부정했다.
2010년 12월 27일, 28일에 《JIN-진-레전드》라는 제목으로, 제1기에 이어 감독판으로 다시 방송되었다.

### 시즌 2
2010년 6월 8일에 완결편이 되는 제2기 방송 결정이 발표되었다. 영화화는 하지 않고, 이 방송을 마지막으로 완결라고 명언하고 있다.
TBS 개국 60주년 기념 프로그램으로 방송되었다. 방송을 앞두고 남미 이외의 세계 80개국에서 방송을 결정하고, 일본에서의 방송 6일 만에 대만, 5월에 홍콩, 7월 이후에는 한국, 유럽, 북미에서 순차적 방송 예정이다.
캐치 카피는 "선생님, 미래도 아름다운 도시입니까?"

## 출연진
주요 인물
- 미나카타 진 - 오사와 다카오
- 도모나가 미키 / 노카제 - 나카타니 미키(1인 2역)
- 다치바나 사키 - 아야세 하루카
- 다치바나 쿄타로 - 코이데 케이스케
- 사부리 유스케 - 키리타니 켄타
- 야마다 준안 - 다구치 히로마사
- 다에 - 토다 나호
- 오가타 고안 - 타케다 데츠야(특별출연)
- 유키리 - 다카오카 사키
- 스즈야 히코사부로 - 무사카 나오마사
- 타치바나 사카에 - 아소 유미
- 신몬다쓰 고타로 - 후지타 마코토(특별출연)
- 가쓰 가이슈 - 고히나타 후미요
- 사카모토 료마 - 우치노 마사아키

그 외 인물
- 기이치 - 이자와 마사키
- 하츠네 - 미즈사와 에레나
- 마츠모토 료준 - 오쿠다 다쓰히토
- 하마구치 고료 - 이시마루 겐지로

완결편부터 출연진
- 사이고 다카모리 - 후지모토 다카히로
- 오쿠보 도시미치 - 마시마 히데카즈

## 제작진
- 프로듀서
  - 시즌 1 : 이시마루 아키히코, 츠루 마사아키
  - 스페셜, 시즌 2 : 이시마루 아키히코, 나카이 마시히코
- 각본: 모리시타 요시코
- 연출
  - 시즌 1 : 히라카와 유이치로, 야마무로 다이스케, 카와시마 류타
  - 스페셜, 시즌 2 : 히라카와 유이치로, 야마무라 다이스케, 나스다 준
- 음악: 다카미 유, 나가오카 세이코우
- 음악 프로듀서 : 시다 히로 히데
- 의사 감수 : 사카이 시즈 (준텐도 대학 의대 의학 명예 교수)
- 역사 감수 : 오오바 쿠니히코 (세이도쿠 대학 인문학부 일본 문화학과 교수)
- 의료지도·감독
  - 토미타 야스히코 (교린 대학 의학 교육학 교실 강사)
  - 마에다 타츠히로 (마에다 병원 부원장 신경 외과 부장, 교린 대학 뇌신경 외과 강사) ** 이케조 마사히로 (우츠노미야 건강 클리닉 부원장)
- 페니실린·수혈·감수 : 하나키 히데아키 (기타자토 대학 항감염 약 연구센터 센터 원장)
- 시대 고증 : 야마다 준코
- 토사 밸브 감수 : 하시이 나오카즈 (코치여자대학 문화학부 교수)
- 방언지도 : 사와다 마사시, 이바하시 카즈요
- 행동지도 : 후지마 란코우 (일본전통 무용가)
- 난투 장면 : 사사키 슈헤이 (무술감독·오휘스 사사키 FC 계획 대표)
- 특별 협력 : 미츠이
- 제작: TBS

## 주제가
- 시즌 1 : MISIA 〈아이타쿠테이마〉 (逢いたくていま 지금 만나고 싶어[*])
- 시즌 2 : 히라이 켄 〈이토시키히비〉 (いとしき日々よ 사랑스런 날들이여[*])

## 부제·시청률
| 시즌 1                                                 | 시즌 1           | 시즌 1 | 시즌 1            | 시즌 1 |
| 각 화                                                  | 방송일           | 부제목 | 연출              | 시청률 |
| ------------------------------------------------------ | ---------------- | --- | ----------------- | ------ |
| 제1화                                                  | 2009년 10월 11일 | 시공을 넘은 사랑과 생명의 감동적인 이야기 현대의 외과의사가 격동의 에도 막부 말기로… 역사의 바늘이 지금 움직이기 시작한다! 사람은 사람으로 밖에 구할 수 없다!! | 히라카와 유이치로 | 16.5%  |
| 제2화                                                  | 2009년 10월 18일 | 생명을 구하는 일의 비극 | 히라카와 유이치로 | 16.4%  |
| 제3화                                                  | 2009년 10월 25일 | 미래와의 결별… | 야마무로 다이스케 | 17.2%  |
| 제4화                                                  | 2009년 11월 1일  | 운명과 비극의 재회 | 가와시마 류타로   | 17.2%  |
| 제5화                                                  | 2009년 11월 8일  | 신을 거역하는 약의 탄생 | 히라카와 유이치로 | 20.3%  |
| 제6화                                                  | 2009년 11월 15일 | 살아있기에… | 야마무로 다이스케 | 20.2%  |
| 제7화                                                  | 2009년 11월 22일 | 살라는 유언… | 히라카와 유이치로 | 16.8%  |
| 제8화                                                  | 2009년 11월 29일 | 역사의 시계바늘이 변한다 | 가와시마 류타로   | 22.3%  |
| 제9화                                                  | 2009년 12월 6일  | 잔혹한 신의 재정 | 야마무로 다이스케 | 16.1%  |
| 제10화                                                 | 2009년 12월 13일 | 사카모토 료마, 암살… | 히라카와 유이치로 | 20.4%  |
| 최종회                                                 | 2009년 12월 20일 | 타임슬립의 결과… 시공을 넘은 이야기가 지금!! | 히라카와 유이치로 | 25.3%  |
| 평균시청률: 19.0% (간토 지방 기준, 비디오 리서치 조사) |                  | |                   |        |
| JIN-진-레전드                                          |                  | |                   |        |
| 전회 감독 판                                           | 2010년 12월 27일 | 진의 장 (첫회 ~ 제6화) | 나스다 준         | 11.0%  |
| 전회 감독 판                                           | 2010년 12월 28일 | 사람의 장 (제7회 ~ 최종회) | 나스다 준         | 11.5%  |
| 시즌 2                                                 |                  | |                   |        |
| 각 화                                                  | 방송일           | 부제목 | 연출              | 시청률 |
| 제1회                                                  | 2011년 4월 17일  | 시공을 초월한 사랑과 생명의 이야기~ 완결편 시동! 역사의 바늘이 지금 다시 움직이기 시작한다... 남자는 남자밖에 구할 수 없다                                     | 히라카와 유이치로 | 23.7%  |
| 제2회                                                  | 2011년 4월 24일  | 미래로의 선택 | 히라카와 유이치로 | 18.4%  |
| 제3회                                                  | 2011년 5월 1일   | 안녕 사랑스런 사람 | 히라카와 유이치로 | 20.4%  |
| 제4회                                                  | 2011년 5월 8일   | 에도 사라지다 | 나스다 쥰         | 20.7%  |
| 제5회                                                  | 2011년 5월 15일  | 사라진 몸의 수수께끼 | 나스다 쥰         | 20.8 % |
| 제6회                                                  | 2011년 5월 22일  | 사카모토 료마의 어둠 | 야마무로 다이스케 | 18.8%  |
| 제7회                                                  | 2011년 5월 29일  | 영원한 사랑과 이별 | 히라카와 유이치로 | 18.8%  |
| 제8회                                                  | 2011년 6월 5일   | 역사에 거스르는 생명의 탄생 ... | 히라카와 유이치로 | 18.7%  |
| 제9회                                                  | 2011년 6월 12일  | 사카모토 료마의 암살 | 야마무로 다이스케 | 19.2%  |
| 제10회                                                 | 2011년 6월 19일  | 최종장 전편~ 타임 슬립의 결말... | 야마무로 다이스케 | 21.1 % |
| 최종화                                                 | 2011년 6월 26일  | 완결~ 시공의 끝... 150년의 사랑과 생명의 이야기가 일으킨 기적의 타임 슬립의 결말                                                                               | 히라카와 유이치로 | 26.1%  |
| 평균 시청률: 21.3%                                     |                  | |                   |        |
| (시청률은 간토 지방·비디오 리서치사 조사)              |                  | |                   |        |

| TBS 일요극장                         | TBS 일요극장                         | TBS 일요극장                 |
| 이전 작품                            | 작품명                               | 다음 작품                    |
| ------------------------------------ | ------------------------------------ | ---------------------------- |
| 관료들의 여름 (2009.7.5 - 2009.9.20) | JIN -진- (2009.10.11 - 2009.12.20)   | 특상 카바치!! (2010.1.17 - ) |
| 겨울의 벚꽃 (2011.1.16 - 2011.3.20） | JIN -진- 시즌 2 (2011.4.17 - 2011.6) | 하나와가 네자매              |